# Устинов, Алексей Валентинович
Алексей Валентинович Устинов (род. 11 марта 1961, Запорожье) — советский и российский физик, доктор физико-математических наук, заведующий лабораторией сверхпроводящих метаматериалов НИТУ «МИСиС», заведующий кафедрой и лабораторией экспериментальной физики Технологического института Карлсруэ, руководитель группы «Сверхпроводящие квантовые цепи» в Российском квантовом центре. Основные работы сделаны в области физики низких температур, сверхпроводимости. В 2013-м году под руководством А. В. Устинова был измерен первый российский кубит.

## Краткая хронология жизни и деятельности
- 1984—1992 — стажёр-исследователь, аспирант, научный сотрудник Института физики твёрдого тела РАН (Черноголовка)[источник не указан 4329 дней]
- 1989—1991 — исследователь — стипендиат фонда Гумбольдта, Тюбингенский университет (Германия).
- 1991—1992 — приглашённый исследователь, Датский технический университет (Дания).
- 1992—1993 — приглашённый исследователь, Римский университет «Tor Vergata» (Италия).
- 1993—1996 — старший научный сотрудник, Исследовательский центр Юлих «KFA» (Германия).
- 1996—2008 — профессор экспериментальной физики, Университет Эрланген-Нюрнберга (Германия).
- 2008 — наст.вр. — профессор, заведующий кафедрой и лабораторией экспериментальной физики, Университет Карлсруэ (Германия).
- 2010 — наст.вр. — директор Физического института, Технологический институт Карлсруэ (Германия).
- 2011 — наст.вр. — заведующий лабораторией сверхпроводящих материалов Национального исследовательского технологического университета «МИСиС» (Россия).

## Область научных интересов
Физика низких температур, сверхпроводимость, сверхпроводниковая электроника, квантовая когерентность, квантовые биты (кубиты), реализация квантового компьютера, физика наноструктур, наноэлектроника, терагерцовые генераторы и детекторы.

## Научное признание
В 1989-м году выиграл стипендию Александра фон Гумбольдта для проведения свободного исследования в Германии, где стал в 1996-м году первым физиком из бывшего СССР, который получил постоянную должность профессора в немецком университете. В 1998-м году был удостоен престижной награды — «Stephanos Pnevmatikos Award» — международной премии за исследования нелинейных явлений в физике, которая дается раз в два года выдающимся ученым моложе 40 лет. В 2011-м году стал победителем конкурса научных мегагрантов Правительства РФ.